# Henryk Jan Knabe

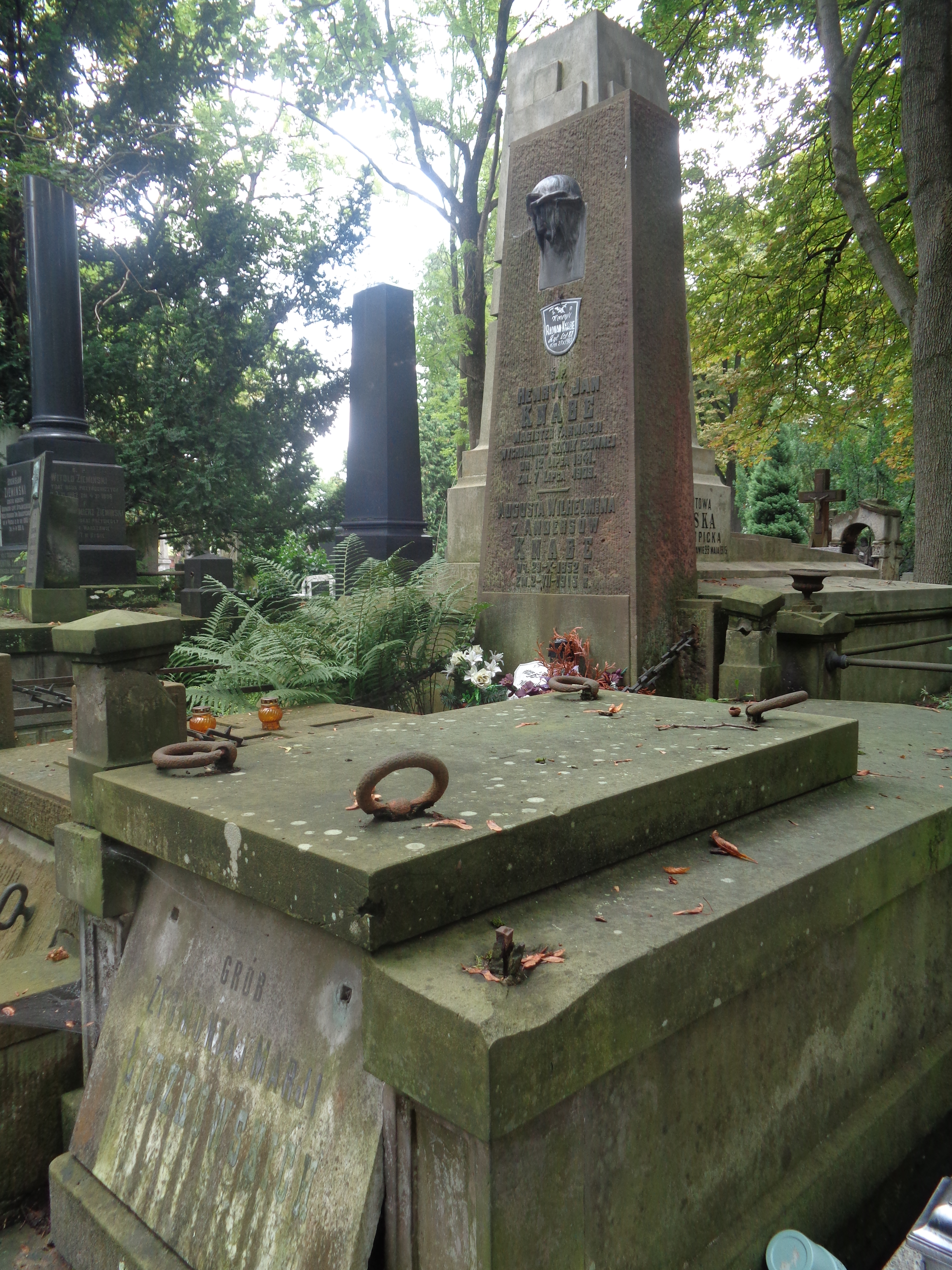
Grób Henryka Knabe na Cmentarzu Powązkowskim

Henryk Jan Knabe (ur. 7 lub 12 lipca 1841 w Radomiu, zm. 7 lipca 1909 w Tomaszowie Rawskim) – aptekarz, powstaniec styczniowy.

## Życiorys
Urodził się 7 lub 12 lipca 1841 w Radomiu. Wywodził się z rodziny Knabe herbu Radwan. Był synem Mikołaja (inspektor akcyzy tabacznej w Radomiu) i Karoliny z domu Loeben. Miał braci: Karola, Aleksandra, Adolfa. W Radomiu funkcjonowała apteka rodziny Knabe.
Od 1855 był uczniem w aptece Juliusza Knolla w Łodzi (w tym czasie pracował tam na stanowisku podaptekarza jego starszy brat Karol). W 1859 został absolwentem studiów na Wydziale Farmaceutycznym w Akademii Medyko-Chirurgicznej w Warszawie uzyskując dyplom magistra farmacji. Według innych źródeł był wychowankiem Szkoły Głównej w Warszawie.
Uczestniczył w powstaniu styczniowym 1863. Był żołnierzem w oddziałach Edmunda Taczanowskiego, Józefa Sołowieja, Mariana Langiewicza, Zygmunta Chmieleńskiego. Brał udział w walkach w Pułtusku, powiecie kieleckim i w powiecie kaliskim. W Krakowie przechodził leczenie wskutek odniesionych ran. W powstaniu brał udział też jego starszy brat Karol. 
Później był właścicielem apteki oraz fabryki pomad i perfum w Wieruszowie. Po pożarze miasta z 1877 przeprowadził się do rodzinnego Radomia. W 1897 osiadł w Tomaszowie Rawskim i tam prowadził aptekę do końca życia.
Był żonaty z Augustą Wilheminą z domu Anders (1852-1913), z którą miał córki i syna. Zmarł po długiej chorobie 7 lipca 1909 w wieku 68 lat. Po przewiezieniu jego ciała z Tomaszowa zostało pochowane na Cmentarzu Powązkowskim w Warszawie 12 lipca 1903.
Eksponaty związane z działalnością aptekarską Henryka Jana Knabe trafiły do Muzeum Farmacji im. prof. Jana Muszyńskiego w Łodzi.